# Sebastián Coria (futbolista)
Carlos Sebastián Coria (San Martín, Mendoza, Argentina, 20 de febrero de 1980) es un ex-futbolista argentino. Jugaba de delantero y su último equipo fue el Deportivo Maipú.

## Características
Es un jugador de una gran calidad técnica con gran dominio de balón. Es un excelente pateador de tiros libres. Su posición original es la de delantero pero también puede jugar como volante ofensivo.[cita requerida]

## Clubes
| Club            | País      | Año           | Goles | Partidos |
| --------------- | --------- | ------------- | ----- | -------- |
| Lanús           | Argentina | 1998-2002     | 4     | 32       |
| San Martín (M)  | Argentina | 2002-2003     | 13    |          |
| Lanús           | Argentina | 2003-2004     | 2     | 22       |
| San Martín (M)  | Argentina | 2004-2005     | 9     |          |
| Lanús           | Argentina | 2005          | 0     | 11       |
| Talleres (C)    | Argentina | 2006          | ?     |          |
| San Martín (M)  | Argentina | 2006-2008     | ?     |          |
| Deportivo Maipú | Argentina | 2008-2009     | ?     |          |
| San Martín (M)  | Argentina | 2009-2010     | ?     |          |
| Deportivo Maipú | Argentina | 2010-2011     | ?     |          |
| San Martín (M)  | Argentina | 2011-2013     | 11    |          |
| Deportivo Maipú | Argentina | 2013-presente | 1     |          |